# Evgenija Nikolaevna Figner
Evgenija Nikolaevna Figner, in russo Евгения Николаевна Фигнер? (Nikiforovo, 1858 – Mosca, 19 novembre 1931), è stata una rivoluzionaria russa.
Aderente a Narodnaja Volja, fu una delle sorelle della nota Vera Figner.

## Biografia
Nacque nella famiglia del nobile Nikolaj Figner (1817-1870), capitano delle Guardie forestali, poi funzionario nel Ministero dei Beni statali e infine giudice di pace, e di Еkaterina Christoforovna Kuprijanova (1832-1903), proprietaria terriera. Ebbero 6 figli: Vera (1852-1942), Lidija (1853-1920), Pëtr (1855-1916), Nikolaj (1857-1918), Evgenija e Ol'ga (1862-1919).
Iniziò gli studi ginnasiali nell'Istituto per ragazze nobili Rodionov, a Kazan'. Alla morte del padre, nel 1870, la famiglia si trasferì prima a Kazan' e poi a San Pietroburgo, e Evgenija finì gli studi nel ginnasio Kolomenskij. Nei primi del 1876 si stabilì per sei mesi con la madre e la sorella Ol'ga in Svizzera, dove conobbe alcuni rifugiati politici russi, come Ivančin-Pisarev e Marija Lešern. In autunno fecero ritorno a Pietroburgo. Nella capitale Evgenija fece conoscenza con diversi populisti - da Rogačev a Kravčinskij, da Klemenc a Čajkovskij - e aderì con la sorella Vera a Zemlja i Volja, partecipando il 18 dicembre alla famosa manifestazione davanti alla cattedrale della Madonna di Kazan', durante la quale rischiò di essere arrestata.
Evgenija aveva una voce da mezzosoprano, studiò canto e avrebbe potuto intraprendere quella stessa carriera artistica seguita dal fratello Nikolaj, che divenne infatti un notissimo tenore, ma le sue convinzioni politiche la indussero a cercare di rendersi utile al popolo. Pertanto, frequentò a Caricyn un corso d'infermiera tenuto dal dottor Zagorskij, marito di Marija Perovskaja, la sorella di Sof'ja, e prese il diploma a Saratov. Poi, dopo essersi diplomata anche in ostetricia a Pietroburgo, si trasferì con Vera nel villaggio di Viaz'mino, nella provincia di Saratov, per lavorarvi come infermiera e insegnante di scuola elementare.

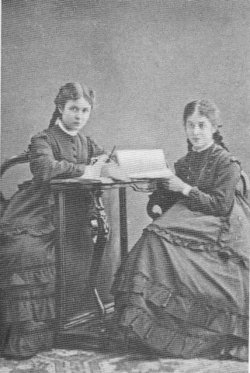
Vera ed Evgenija Figner

Nel marzo del 1879 Aleksandr Solov'ëv, uno zemlevolec che lavorava presso Viaz'mino, raccontò alle Figner dell'inutilità del lavoro tra i contadini e la sua volontà di uccidere lo zar. Il mese dopo sparò ad Alessandro II, fallendo il bersaglio. Vera ed Evgenija si videro sorvegliate, poi la loro scuola fu chiusa e di fronte al rischio di un arresto lasciarono il villaggio, rifugiandosi a Pietroburgo ed entrando nella clandestinità. A luglio parteciparono al congresso clandestino di Zemlja i Volja a Voronež e in autunno, con la scissione avvenuta in Zemlja i Volja, Vera ed Eugenija aderirono a Narodnaja Volja.
A novembre, mentre Vera era a Odessa per organizzare con altri compagni un attentato allo zar, Evgenija rimase a Pietroburgo, sotto il falso nome di Pobereskaja, in un appartamento condiviso con Aleksandr Kvjatkovskij. Il 23 novembre il narodovolec Kletočnikov, infiltrato nella Terza Sezione, avvertì i compagni che la polizia era alla ricerca di Evgenija Figner: sapeva che si trovava a Pietroburgo e frequentava una scuola di canto. La stessa informazione era nota al fratello Nikolaj, che con la madre cercò inutilmente di convincere Evgenija a espatriare. Lo stesso giorno, uno studente denunciò alla polizia che una certa Pobereskaja gli aveva dato da leggere una pubblicazione illegale.
Il 27 novembre la polizia entrò nella casa e arrestò Evgenija Figner e Aleksandr Kvjatkovskij. Vi furono trovate copie di «Narodnaja Volja» e soprattutto esplosivi e una pianta del Palazzo d'Inverno. Il loro significato fu compreso il successivo 17 febbraio, quando l'esplosione della dinamite collocata da Stepan Chalturin fece crollare una sala del palazzo. Nel «processo dei 16», celebrato dal 6 all'11 novembre 1880, Kvjatkovskij fu condannato a morte con Andrej Presnjakov, mentre Evgenija ebbe 15 anni di lavori forzati.
A Irkutsk si ammalò di tifo e fu mandata a curarsi a Kirensk, dove sposò il populista Michail Sažin (1845-1934), col quale lavorò alle miniere d'oro di Nimansk, nella provincia di Balagansk. Scontata la pena, vissero a Tjumen' con i quattro figli nati nel frattempo e nel 1896 si trasferirono a Riga, poi a Nižnij Novgorod e infine, dal 1906, a Pietroburgo. Dopo la Rivoluzione del 1917 Evgenija si trasferì a Mosca per far parte della Società degli ex prigionieri politici ed esuli, che curava, in particolare, le edizioni della rivista «Katorga i ssylka», dedicata alla storia del movimento rivoluzionario russo.
A Mosca morì il 19 novembre 1931 e fu sepolta nel cimitero di Novodevičij.